# جاك تومسون
جاك تومسون (بالإنجليزية: Jake Thomson)‏ (12 مايو 1989 ببورتسموث في المملكة المتحدة - ) هو لاعب كرة قدم بريطاني في مركز الوسط. شارك مع منتخب إنجلترا تحت 17 سنة لكرة القدم ومنتخب ترينيداد وتوباغو لكرة القدم. أما مع النوادي، فقد لعب مع فوريست غرين ونادي بورنموث ونادي ساوثهامبتون ونيوبورت كونتي ونادي كيترينغ تاون ولينكولن سيتي أف سي ونادي سالزبري سيتي وA.F.C. Portchester ‏ ونادي توركي يونايتد ونادي تشيلتنهام تاون لكرة القدم ونادي إكزتر سيتي.

## وصلات خارجية
- جاك تومسون على موقع الاتحاد الدولي (مؤرشف)  (الإنجليزية)
- جاك تومسون على موقع قاعدة بيانات كرة القدم.إي يو (الإنجليزية)
- جاك تومسون على موقع ناشيونال فوتبول تيمز (الإنجليزية)
- جاك تومسون على موقع Soccerbase.com (لاعب) (الإنجليزية)
- جاك تومسون على موقع Soccerway.com (الإنجليزية)